# Cosmopterix turbidella
Espèce
Synonymes
- Cosmopteryx turbidella Rebel, 1896

Cosmopterix turbidella est une espèce de Lépidoptères de la famille des Cosmopterigidae.

## Description
Les imagos ont une envergure de 7 à 8 millimètres. La tête est brun pâle et présente deux lignes blanches allongées sur les côtés. Les antennes sont brunes et présentent une courte ligne blanche qui commence à la base et s'étend sous forme de ligne brisée jusqu'au centre de l'antenne. Trois sections blanches constituées de deux segments sont situées aux deux tiers de la longueur de l'antenne, la section blanche subapicale se compose de deux segments. Le thorax est brun pâle et possède une ligne médiane blanche. Les tégulas sont brun clair et marqués de lignes blanches à l'intérieur. Les ailes antérieures sont brun pâle et présentent un motif composé de cinq lignes blanches étroites dans la région basale. La ligne costale est très courte et se situe à l'intérieur, à côté de la bande jaune. La ligne sous-costale s'étend de la base de l'aile jusqu'à un quart de la longueur de l'aile et s'incurve fortement vers l'intérieur distalement. Les lignes médiale et sous-dorsale sont situées au-dessus et en dessous du pli anal. La ligne sous-dorsale est légèrement plus éloignée de la base de l'aile. La ligne dorsale présente une étroite bordure blanche à la base. Il y a une bande jaune clair derrière le milieu de l'aile, elle se rétrécit vers le bord intérieur de l'aile et y est mélangée de brun.  Des bandes bosselées et argentées sont adjacentes à l'intérieur et à l'extérieur et ont un fort éclat rose pâle. La bande interne n'atteint pas la veine costale et présente une tache noirâtre à l'extérieur. La bande externe présente une bordure brune à l'intérieur de la veine costale et sur le bord interne de l'aile. Il y a une courte ligne blanche au sommet. Les écailles frangées sont brunes sur le sommet et gris-brun sur le bord interne de l'aile. Les ailes postérieures sont gris-brun. L'abdomen est brun sur le dos.
Chez le mâle, le brachium droit est spatulé et possède une extrémité arrondie. Il est plus de deux fois plus long que celui de gauche. Les valves sont courtes et larges et ont un bord supérieur concave. La marge inférieure et la marge caudale sont presque droites. Les valvules sont à peu près aussi longues que les valves et ont des parois parallèles. Elles sont arrondies distalement et possèdent des poils courts et forts à l'apex. L'édéage est en forme de bouteille et se rétrécit fortement au sommet. La partie postérieure est très longue et s'élargit distalement.
Chez les femelles, l'extrémité postérieure du septième sternite est trapézoïdale et la marge postérieure est légèrement concave. Le huitième segment est légèrement plus large que long. L'ostium est ovale et en forme de croissant sclérifié. Le stérigme est en forme de losange et dépasse à la base. Les parois distales sont plus sclérosées et allongées. Le canal des bourses est légèrement plus long que les bourses du corps et est plié presque à angle droit avant de le rejoindre. Les bourses séreuses sont fortement ridées et présentent deux signes en forme de faucille de même taille.
Cosmopterix turbidella est similaire à Cosmopterix pulchrimella (de), mais diffère par la coloration brun plus clair des ailes antérieures, les cinq barres blanches asymétriques dans la région basale, l'éclat rose pâle des bandes métalliques et la ligne apicale courte et ininterrompue.

## Répartition
Cosmopterix turbidella est endémique des îles Canaries. Il est présent notamment dans les endroits ombragés jusqu'à la limite supérieure de la zone sèche, sur les murs et dans les fossés.

## Plantes hôtes
La chenille consomme les plantes des espèces Forsskaolea angustifolia, Gesnouinia arborea (en), Parietaria debilis, Parietaria officinalis.
La mine commence par un passage d'alimentation court et droit sur la nervure médiane de la feuille, puis s'étend plus ou moins obliquement vers l'extérieur jusqu'au bord de la feuille. La mine devient alors une mine carrée irrégulière. Les crottes sont éjectées sous la feuille au début de la mine. Les chenilles se nymphosent parmi les détritus au sol. Les papillons volent de mars à juillet et sont plus communs entre avril et mai.

## Classification
Le nom valide complet (avec auteur) de ce taxon est Cosmopterix turbidella (Rebel, 1896).
L'espèce a été initialement classée dans le genre Cosmopteryx sous le protonyme Cosmopteryx turbidella Rebel, 1896.
Cosmopterix turbidella a pour synonyme :
- Cosmopteryx turbidella Rebel, 1896